# ベッツィーとテイシイ
「ベッツィーとテイシイ」（Betsy-Tacy ）は、アメリカ合衆国の小説家モード・ハート・ラブレイス（1892年 - 1980年）による、児童向け半自叙伝的小説作品のシリーズである。各著の初版は1940-55年にかけてトーマス・Y・クローウェル社から出版され、後に同社を買収したハーパーコリンズにより復刻、出版されている。シリーズのうち、最初の4作はロイス・レンスキーにより、また残りはベラ・ネビルにより、挿絵がなされている。日本では、シリーズ最初のBetsy-Tacy（日本語題: 「ベッツィーとテイシイ」）の、恩地三保子による訳書が、1975年に福音館書店より出版された。
このシリーズでは、ラブレイス自身をモデルとした主人公ベッツィー・レイが遭遇する様々なできごとや、友人たち、家族について描写されている。最初のBetsy-Tacyは1897年、ベッツィーの5歳の誕生日前日に始まり、最後のBetsy's Weddingは、アメリカ合衆国が第一次世界大戦に参戦しようとする1917年に終わる。

## 歴史
「ベッツィーとテイシイ」は、もともとはラブレイスが、娘のメリアンに就寝時に聞かせていた、自身の少女時代の話から思いついたものであった。1940年に出版されたBetsy-Tacyが好評だったため、ラブレイスは翌1941年にBetsy-Tacy and Tib、1942年にBetsy and Tacy Go Over the Big Hill、そして1943年にBetsy and Tacy Go Downtownと、3作の続編を相次いで出した。当初は、ラブレイスはこれら4作を以ってシリーズを完結させようと考えていた。しかし、夫と娘はラブレイスの高校時代の日記を見つけると、それを基にベッツィーの高校生活を描いた、更なる続編を出すようにせがんだ。こうして、ラブレイスは主に自身の高校時代の日記とスクラップブックに基づいて、1945年にHeaven to Betsy、1946年にBetsy in Spite of Herself、1947年にBetsy Was a Junior、そして1948年にBetsy and Joeと、高校（9-12年生）の1学年分を1作とした、4作の続編を執筆した。1964年には、ラブレイスは次のように記している。

the family life, customs, jokes, traditions are all true and the general pattern of the years is also accurate.

（訳）家庭生活、習慣、ジョーク、伝統は全て本当です。また、年々の一般的なパターンも正確です。

シリーズの8作目までは、ラブレイスの生まれ故郷であるミネソタ州マンケイトをモデルにした架空の町、ミネソタ州ディープバレーを舞台としている。Betsy and Joeを完成させたのち、ラブレイスは「ディープバレー作品」と呼ばれるスピンオフ3作のうち、1949年にCarney's House Partyを、翌1950年にはEmily of Deep Valleyをそれぞれ執筆している。これらの作品群にも、ベッツィー・レイをはじめ、「ベッツィーとテイシイ」シリーズの登場人物が登場する。この2作の後、ラブレイスは1952年に自身のヨーロッパ滞在経験に基づくBetsy and the Great Worldを、そして1955年にはミネアポリスでの新婚生活に基づくシリーズ最終作Betsy's Weddingをそれぞれ著した。

## 作品
「ベッツィーとテイシイ」シリーズは、「ハリー・ポッター」や「インガルス一家の物語」等のシリーズと同様、後の作品に行くにつれて、登場人物が成長し、より複雑な状況下に置かれるようになり、読解難易度も上がっていく。シリーズ初期の作品は5-12歳程度の児童向けに書かれているが、終盤の作品は14歳以上を対象としている。

### 「ベッツィーとテイシイ」シリーズ
- Betsy-Tacy （邦題: 「ベッツィーとテイシイ」、1940年）
- Betsy-Tacy and Tib （1941年）
- Betsy and Tacy Go Over the Big Hill （1942年）
- Betsy and Tacy Go Downtown （1943年）
- Heaven to Betsy （1945年）
- Betsy in Spite of Herself （1946年）
- Betsy Was a Junior （1947年）
- Betsy and Joe （1948年）
- Betsy and the Great World （1952年）
- Betsy's Wedding （1955年）

### 「ディープバレー作品」
- Carney's House Party （1949年）
- Emily of Deep Valley （1950年）
- Winona's Pony Cart （1953年）

## 登場人物と設定
「ベッツィーとテイシイ」シリーズの各作品はフィクションではあるものの、その登場人物はラブレイスの家族や友人をモデルにしている。多くの登場人物はモデルとなった人物と一致する一方で、複数の人物の様々な出来事から抽出し、つなぎ合わせてできた登場人物もいる。
- ベッツィー・ウォリントン・レイ（Betsy Warrington Ray）: シリーズの主人公。ラブレイス（旧姓ハート）自身がモデル。社交的、楽しいことが大好きで、想像力豊か。シリーズ初期には、自分で考えた物語を友人に披露する場面も見られる。作家になりたいという夢を持ち、最終的には叶える一方で、書くことへの情熱とそれ以外とのバランスを取ることを学ぶ上で、シリーズ全体を通じてテーマになっている社会問題をはじめとした、様々な困難に立ち向かう。
- レイ家の人物: ハート家をモデルにしている[7]。
  - ボブ・レイ（Bob Ray）: ベッツィーの父。ラブレイスの父トーマス・ハートがモデル。実在したトーマスと同様、ボブも作中で靴屋を営んでおり、また日曜日の夕食には家族や友人にタマネギのサンドイッチを作る。
  - ジュール・レイ（Jule Ray）: ベッツィーの母。ラブレイスの母ステラ・ハートがモデル。やはり実在したステラと同様、赤毛で、活発な性格。ピアノで2曲の弾き語りができる[4]。
  - ジュリア・レイ（Julia Ray）: ベッツィーの姉。ラブレイスの姉カスリーン・ハートがモデル。音楽に関心を持ち、なまめかしい。やはり実在したカスリーンと同様に、ヨーロッパで音楽を学び、オペラ歌手になる[8]。
  - マーガレット・レイ（Margaret Ray）: ベッツィーの妹。ラブレイスの妹ヘレン・ハートがモデル[7]。
- アナスタシア・「テイシイ」・ケリー（Anastacia "Tacy" Kelly）: ベッツィーの親友。ラブレイスの生涯の友人フランシス・「ビック」・ケニーがモデル。恥ずかしがり屋で繊細、しかし楽しいことが大好き。レイ家の向かいに引っ越してきたアイルランド系の大家族の娘。
- セルマ・「ティブ」・ミュラー（Thelma "Tib" Muller）: ベッツィー、テイシイに次ぐ3番目の登場人物。マージョリー・「ミッジ」・ガーラックがモデル。金髪で、体は小さいが、怖い者知らずで能力が高く、男たちを手玉に取ることを覚えていく。ティブとその家族は、アングロアメリカ的な雰囲気にあふれるディープバレーと、ミルウォーキーのドイツ系コミュニティとの間を行き来する。ティブはバイリンガルで、行き来に伴って異なる社会からの期待や文脈に適応していく力を身に付ける。
- ジョー・ウィラード（Joe Willard）: ベッツィーの夫。ラブレイスの夫で、ジャーナリスト・小説家のデロス・ウィーラー・ラブレイスがモデル。実際には、モード・ハートがデロス・ラブレイスに出会ったのは1917年、彼女が25歳の時だが、作中ではHeaven to Betsyから登場している。ジョーの高校生活、およびそれ以前の物語の描写は、デロスの少年時代が基になっている[5][7]。ジョーは孤児であるが、野心家で、自給自足でき、勤勉である。高校時代を描いた4作の中で、ジョーとベッツィーの関係は、良きライバルから恋愛へと発展していく。
- ザ・クラウド（The Crowd）: ベッツィーの友人たちの大集団。ラブレイスの友人たちがモデル。モデルとなった人物と1対1で対応する者もいれば、複数のモデル人物をつなぎ合わせてできた者もいる。カーニー（マリオン・ウィラード）やキャブ（ジャベス・ロイド）など、生涯の友人をモデルにした構成員もいる。

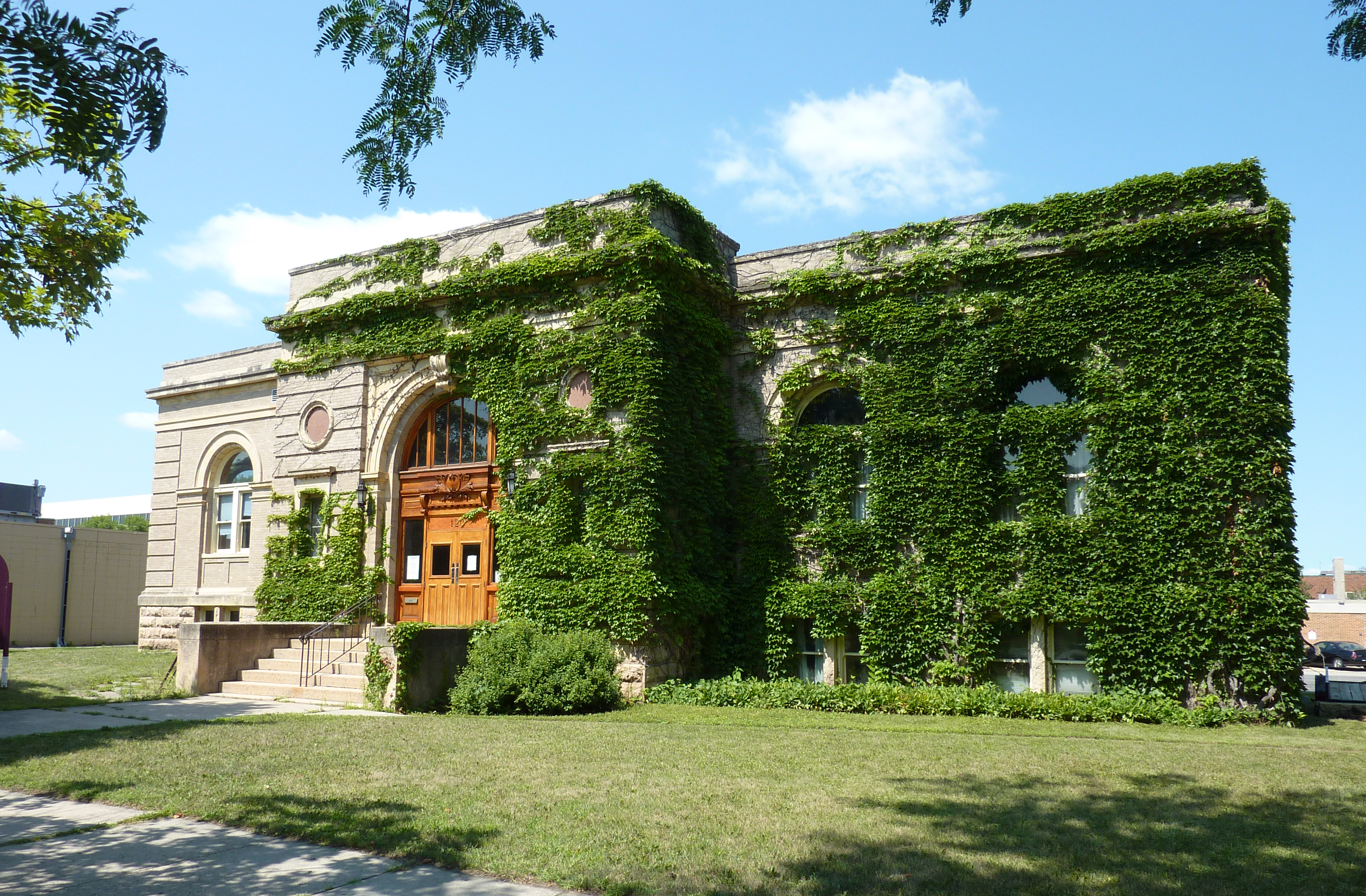
Betsy and Tacy Go Downtownで、ベッツィーが初めて訪れることになる、ディープバレーのカーネギー図書館のモデルとなった、マンケイトのカーネギー図書館（現: カーネギー芸術センター）

これらの設定は、ラブレイスの記憶のみならず、ラブレイス、および4作目の挿絵を描いたロイス・レンスキーによる、徹底的な調査を反映している。シリーズのほとんどの作品は、ラブレイスの生まれ故郷であるミネソタ州マンケイトをモデルにした、ミネソタ州ディープバレー、およびその周辺を舞台としている。レイ家の人物をはじめ、その他多くの登場人物は、住んでいる家も実在のものと一致させている。ラブレイスの家（333番地）と親友ビック・ケニーの家（332番地）が建つセンター・ストリートは、作中では近隣のビッグ・ヒルにちなんで、ヒル・ストリートとしている。ベッツィーが成長するにつれて、彼女の視野も広がり、町のより多くのものが作中に登場するようになる。例えば、Betsy and Tacy Go Downtownでは、ディープバレーのカーネギー図書館、町の中心部と店舗、オペラハウスが登場する。ベッツィーの高校時代を描いた作品では、町周辺の農村部も描かれている。
ラブレイスは執筆にあたって、自身の日記やスクラップブック、雑誌やカタログといった当時の情報源、旧友やマンケイトの住民たちと交わした手紙など、あらゆるものを駆使した。これについては、ラブレイスは次のように記している。

I could make it all up, but in these Betsy-Tacy stories, I love to work from real incidents.

（訳）全てを創作することもできました。しかし、ベッツィーとテイシイの物語は、本当にあったできごとからつむぎ上げたかったのです。

明らかに創作された場面にも、詳細にわたるまでこうした調査の跡を見ることができる。例えば、Betsy in Spite of Herselfでは、ベッツィーがミルウォーキーにいるティブとその家族を訪ね、ベッツィーとミュラー一家がティブの祖父であるグロスパパ・ミュラーの家でクリスマスイブを過ごす場面がある。しかし、実在のミッジ・ガーラックの父方の祖父は、作中では訪問した年とされる1907年には、既に亡くなっている。ここで描かれているドイツの裕福な家庭におけるクリスマスは、カスリーン・ハートがドイツ留学中にしたためた手紙を基にしている。また、グロスパパが夏の間、庭に飾っている鋳鉄製の小人像は、執筆当時は直近であった1940年に出版された、小説家エドナ・ファーバーの回想録A Peculiar Treasureにある、ファーバーが1906-09年にかけてミルウォーキーに新聞記者として赴任していた際に目にした、裕福な家庭が庭に小人像を飾っている光景についての記述を基にしていると見られている。

## 反響

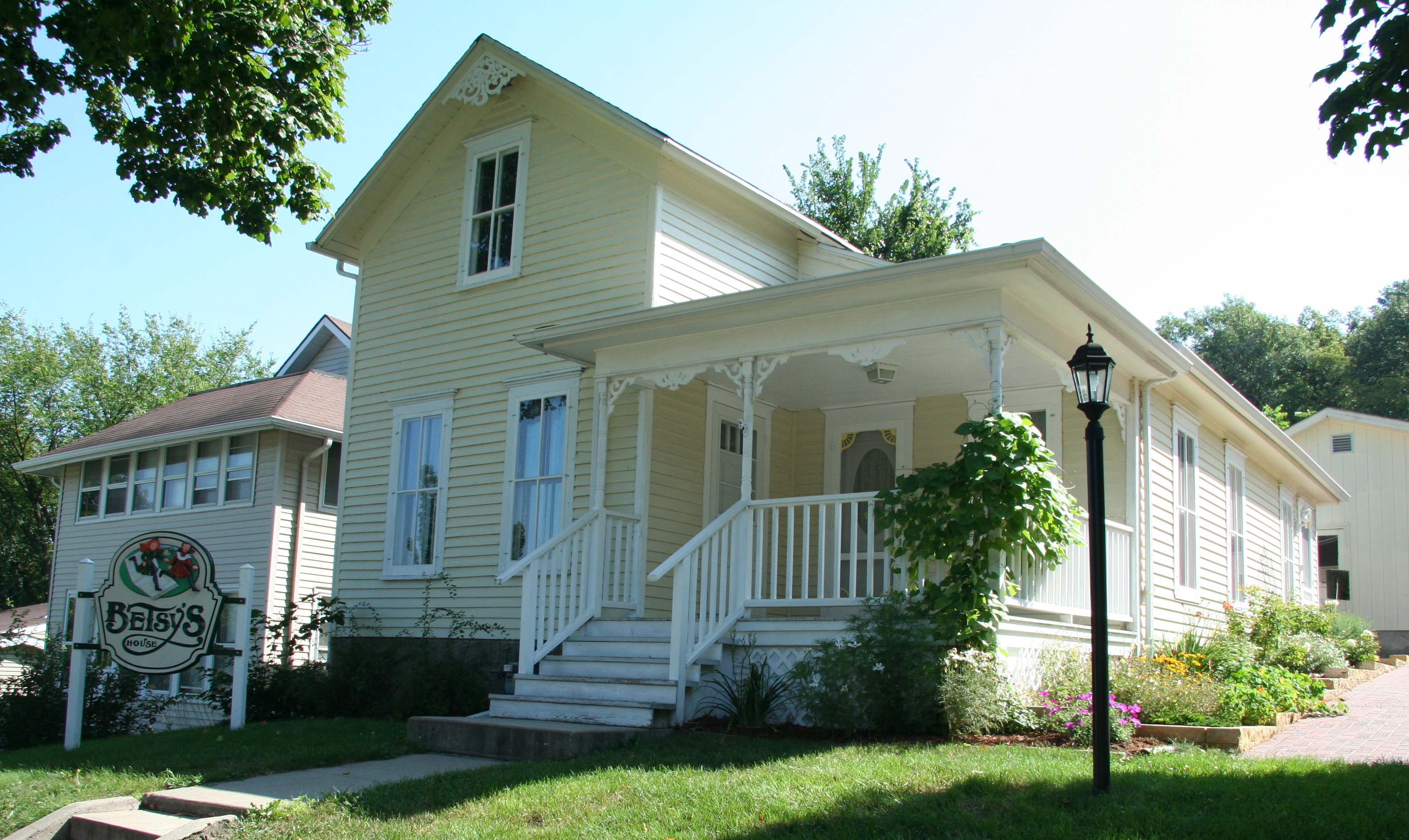
モード・ハート・ラブレイスの生家。「ベッツィーの家」として保存され、博物館として一般公開されている。
なお、その隣に建つ、フランシス・「ビック」・ケニーが少女時代を過ごした家も「テイシイの家」として保存されている。

「ベッツィーとテイシイ」シリーズは好評を博した。最初のBetsy-Tacy（ベッツィーとテイシイ）は、1940年に初版が発行されて以来、30版以上を重ねた。1970年代には、シリーズの6作目までのペーパーバック版が出版された。しかし、1980年代には絶版になった。
1990年、成人した本シリーズのファンがマンケイトにベッツィー＝テイシイ協会を設立した。同協会はハーパーコリンズに宛てて、本シリーズの復刻を嘆願する手紙を書き、1992年にシリーズ最初の4作を復刻させた。その後、本シリーズ10作、および「ディープバレー作品」3作全てが復刻した。また、同協会はモード・ハート・ラブレイスの生家とビック・ケニーが少女時代を過ごした家を買い取り、改修・保存して、博物館として一般公開している。これらの家は2010年に、アメリカ図書館協会の部会の1つである図書館委員会・支持者・友人・財団部会（Association of Library Trustees, Advocates, Friends and Foundations、ALTAFF）により、国定文学ランドマークに指定された。
セントポールにあるミネソタ歴史センターは、本シリーズの作品群をはじめとする、ラブレイスに関する事物を収蔵している。2019年には、日記や家族への手紙、アルバム等、ラブレイス夫妻の私文書が同センターの収蔵品に加えられた。
また、1998年に公開された映画「ユー・ガット・メール」では、キャスリーン・ケリー（メグ・ライアン）の経営する本屋で、キャスリーンがアナベル・フォックス（ハリー・ハーシュ）に本シリーズ最初の2作を紹介し、アナベルが全部買いたくなる、という場面がある。

## 註
1. 1 2  Maud Hart Lovelace. HarperCollins Publishers. 2019年4月29日閲覧.
2. ↑  ベッツィーとテイシイ (世界傑作童話シリーズ). Amazon. 2019年4月29日閲覧.
訳書のISBN 978-4834011500
3. ↑  Thomas, Robert McG., Jr. "Merian L. Kirchner, 66, Dies; Inspired the Betsy-Tacy Books". The New York Times. 1997年10月5日.
4. 1 2  Klenk, Nancy. "Lovable Maud Hart Lovelace Interviewed on Origin of her Betsy-Tacy Series". The Betsy-Tacy Society Journal; originally published in the High News. 1998年秋-1999年冬.
5. 1 2 3 4  Whalen, Sharla Scannell. "Maud Hart Lovelace and Her World," in Maud Hart Lovelace, Betsy and Joe. pp.305-306. New York: Harper Trophy. 1995年.
6. ↑  Merchant, Alice. The Thirteen Betsy-Tacy Books. The Betsy-Tacy Society. 2016年2月. 2019年4月29日閲覧.
7. 1 2 3  Maud Hart Lovelace. The Betsy-Tacy Society. 2019年4月29日閲覧.
8. ↑  Kathleen Palmer Hart Foster. Find A Grave. 2019年4月29日閲覧.
9. 1 2  Smith, Louisa. "Friends and Collaborators: Lovelace and Lenski". Journal of the Betsy-Tacy Society. 1997年12月.
10. ↑  Whalen, Sharla Scannell. The Betsy-Tacy Companion: A Biography of Maud Hart Lovelace. p.199. Whitehall, Pennsylvania: Portarlington Press. 1995年. ISBN 978-0963078308.
11. ↑  Ferber, Edna. A Peculiar Treasure. pp.131-132. New York: Garden City Publishing Co. 1940年.
12. ↑  Lovelace, Maud Hart. Betsy in Spite of Herself. p.138. New York: Harper Trophy. 1946年. 1994年改版.
13. 1 2  Visits & Tours. Betsy-Tacy Society. 2019年4月30日閲覧.
14. 1 2  Nephew, Julia. https://betsytacy.wordpress.com/publication-history/ Publication History]. betsytacy. 2019年4月30日閲覧.
15. ↑  Collections: Maud Hart Lovelace. Minnesota Historical Society. 2019年4月30日閲覧.
16. ↑  MNHS Adds Personal Papers of Minnesota Authors Maud Hart Lovelace and Delos Lovelace to Collections: Previously in private hands, these papers are now accessible to the public for the first time since the Lovelaces' deaths. Minnesota Historical Society. 2019年2月28日. 2019年4月30日閲覧.
17. ↑  Klaas, Perri. Growing Up Together: Maud Hart Lovelace's Betsy-Tacy Books. New York Times. 2012年9月21日. 2019年4月30日閲覧.

## 推奨文献
- Rechner, Amy Dolnick. Between Deep Valley and the Great World: Maud Hart Lovelace in Minneapolis. Middlethird Books. 2012年. ISBN 978-0985386207.
- Schrader, Julie A. Maud Hart Lovelace's Deep Valley: A Guidebook of Mankato Places in the Betsy-Tacy Series. Minnesota Heritage Publishing. 2002年. ISBN 978-0971316829.
- Whalen, Sharla Scannell. The Betsy-Tacy Companion: A Biography of Maud Hart Lovelace.  Portarlington Press. 1995年. ISBN 978-0963078308.